# Heinz Willi Wirth

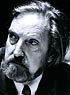
H. W. Wirth

H. W. Wirth (* 13. April 1928 als Heinz Willi Wirth in Dortmund; † 4. Dezember 2012 in Butzbach-Hoch-Weisel) war ein deutscher Philologe, Kunstwissenschaftler, Kunstmaler und emeritierter Hochschullehrer der Goethe-Universität in Frankfurt.
Studium an der Staatlichen Kunstakademie in Düsseldorf, Schüler von Theo Champion und Bruno Goller. Erste Ausstellung 1956 in der Kunsthalle Düsseldorf. Gründung der Künstlergruppe "Junge Realisten". In der Folge waren seine Bilder u. a. auf Ausstellungen in Düsseldorf, Darmstadt, Krefeld, Berlin, Heidelberg, Wien, Oberhausen, Genf, Bonn, Augsburg, Remscheid, Rouen, Ostende, Mannheim, Witten, Frankfurt am Main zu sehen. Bilder im Besitz einer Reihe von Museen sowie in staatlichen und privaten Sammlungen.
Wirth wurde im Jahr 1965 als Professor auf den Lehrstuhl für Klassische Philologie und Kunstwissenschaften – Bildende Kunst und Kunsterziehung – berufen. Außerdem gründete er die Galerie im Dessauer Haus, die von 1978 bis 1986 unter seiner Leitung der Begegnung und dem geistigen Austausch im weiteren Bereich der Johann Wolfgang Goethe-Universität Frankfurt am Main, ihrer Studenten und Hochschullehrer  diente. Sie bot an: Ausstellungen, Musikabende, Vortrags- und Diskussionsveranstaltungen zu verschiedenen Themenbereichen. Schwerpunktthemen Verfolgung und Diskriminierung von Sinti und Roma, Juden und anderen Minderheiten, Kunst in der Verfolgung, Kunst als Gegenwartskritik, Filme über Randgruppen der Gesellschaft.
Er war einer der Initiatoren der Römerberggespräche in Frankfurt am Main.
Heinz Willi Wirth hat zwei Söhne.

## Werke
- Ästhetik. Artikulation und Kommunikation in der bildenden Kunst. Kramer, Frankfurt am Main 1978, ISBN 3-7829-1069-9.
- Altamira – Neue Erkenntnisse: prähistorisches Fresko gibt seine Geheimnisse preis. Alpha, Frankfurt am Main 2002, ISBN 3-8311-2054-4.